# Ansonia vidua
Ansonia vidua es una especie de anfibio anuro de la familia Bufonidae.

## Distribución geográfica
Esta especie es endémica de Sarawak en Malasia. Se encuentra en el parque nacional Pulong Tau a 2152 metros (?) sobre el nivel del mar en el Gunung Murud.

## Descripción
Las hembras miden de 33 a 34 mm.

## Publicación original
- Hertwig, Min, Haas & Das, 2014: Dressed in black. A New Ansonia Stoliczka, 1870 (Lissamphibia: Anura: Bufonidae) from Gunung Murud, Sarawak, East Malaysia (Borneo). Zootaxa, n.º 3814 (3), p. 419–431.[3]